# Malcolm II van Schotland
Máel Coluim II mac Cináeda, Malcolm II (ca. 950 - 25 november 1034) was Koning van Schotland vanaf 1005 tot zijn dood. Hij was de zoon van Kenneth II, zijn moeder was waarschijnlijk een vrouw uit Leinster.
In 1005 doodde Malcolm zijn voorganger Kenneth III in de slag bij Monzievaird in Strathearn. In 1006 viel hij Engeland binnen en belegerde Durham (Engeland) maar werd met grote verliezen teruggedreven door Uhtred. In 1018 behaalde Malcolm een overwinning op troepen uit Northumbria in de slag bij Carham aan de Tweed, samen met Owain de Kale van Strathclyde. Daarna kreeg de grens tussen Schotland en Nothumbria de huidige ligging. John van Fordun schrijft dat Malcolm in de eerste dagen van zijn regeerperiode een Noors leger versloeg, alhoewel dit nergens anders te vinden is. Wel maakte hij de Orkney-eilanden en Caithness, gebieden die onder Noorse invloed stonden, afhankelijk van de Schotse kroon.
In 1027 kwam Malcolm in conflict met Knoet de Grote. Aangenomen wordt dat het conflict was ontstaan tijdens de kroning van keizer Koenraad II te Rome, waar beide koningen aanwezig waren. Voor het tot een veldslag kon komen werd er echter een vrede bemiddeld door Richard II van Normandië. Op hoge leeftijd had Malcolm alleen nog dochters. Om de opvolging door zijn kleinzoons een betere kans te geven, liet hij in 1033 de troonkandidaat uit de familie van Macbeth van Schotland vermoorden.
Kinderen van Malcolm waren:
- Bethóc, gehuwd met Crinan Grimus van Dunkeld (ca. 975 - ca. 1045), moeder van zijn opvolger Duncan I
- Donada, gehuwd met Findleach van Moray (ovl. 1020), ouders van Macbeth van Schotland. Donada of Doda zou volgens een legende uit Hoei de moeder van Herleva zijn.
- een zoon, jong overleden
- een dochter, als zijn tweede vrouw getrouwd met Sigurd earl van Orkney. Ouders van Torfinn die rond 1030 earl van Orkney werd

- Gemeinsame Normdatei: 1023166763
- International Standard Name Identifier: 0000 0004 1841 6928
- Library of Congress Control Number: n85368698
- Virtual International Authority File: 305145073
- WorldCat: E39PBJrCh7dCXt3TJ8PvyqYF8C